# Marta Krūmiņa-Vitrupe
Marta Krūmiņa-Vitrupe o Marta Legzdiņa -nom de soltera- (29 de març de 1908, Vitrupe, Raion de Limbaži - 6 de febrer de 2010, Nova York) va ser una poeta, escriptora i jugadora d'escacs letona que va guanyar el campionat d'escacs femení de Letònia el 1941.

## Biografia
Va néixer en una família de pagesos, que van tenir cinc fills. Va estudiar a l'escola a Limbaži i a continuació a Riga on es dedicava a tocar el piano. Es va casar amb el dramaturg i poeta Hugo Teodors Krūmiņš (1901-1990), que era membre de la comunitat letona d'escriptors "Green Crow". La seva casa durant l'estiu era sovint visitada per coneguts personatges creatius: Eriks Adamsons, Aleksandrs Čaks, Jānis Grots, Aleksandrs Grīns, Jānis Sudrabkalns, Mārtiņš Zīverts.. Durant la Segona Guerra Mundial Marta junt amb el seu espòs va deixar Letònia. Els primers anys d'exili van ser a Alemanya, fins al 1950 quan la família es va traslladar als Estats Units a Cleveland. Allà Marta va treballar en l'hospital de la ciutat, i els últims anys de la seva vida els va passar a la ciutat de Nova York. Marta Krūmiņa-Vitrupe tenia dos fills, quatre nets i sis besnets.

## Carrera escaquística
Marta Krūmiņa-Vitrupe fou membre de l'Associació Esportiva de Valmiera. El 1938, va guanyar el campionat d'escacs femenins de Vidzeme i va participar en el Campionat d'Escacs de Letònia femení, on va empatar als llocs primer - tercer lloc. El 1941 Marta va guanyar totes les partides al campionat d'escacs femení de Letònia. Aquest resultat rècord del 100% al Campionat d'escacs de Letònia solament el repeteix Dana Reizniece el 1999.

## Creativitat literària
Marta Krūmiņa-Vitrupe va deixar una herència creativa en poesia i assaigs. El seu treball principalment va tractar els temes d'interès del seu temps. Al poema "En memòria del mestre d'escacs Apšenieks dona la imatge del famós jugador d'escacs de Letònia, que va guanyar a Aleksandr Alekhin i a Max Euwe, però que va ser impotent per lluitar contra la seva mort.

### Obra literària
- Marta Vitrupe Dziesma smilgai, Riga, "Jumava", 2005, ISBN 9984-05-837-9
- Marta Vitrupe Song for grass, Riga, 2005